# 53e armée (Union soviétique)
La 53e armée était une unité de l'armée rouge durant la Grande Guerre patriotique.

## Historique opérationnel
La 53e armée est créé en août 1941. En août 1941 elle part occuper l'Iran du nord à Mechhed avec l'armée britannique au sud. Son objectif est de sécuriser les champs pétrolifères iraniens et de protéger les envois de matériel de guerre des américains à travers l'Iran jusqu'en Russie. En juillet 1943 elle participe à la Bataille de Koursk puis à la Troisième bataille de Kharkov. En 1944 elle participe à l'Offensive Dniepr-Carpates, à la Bataille de Debrecen et à l'Offensive Prague,,,.

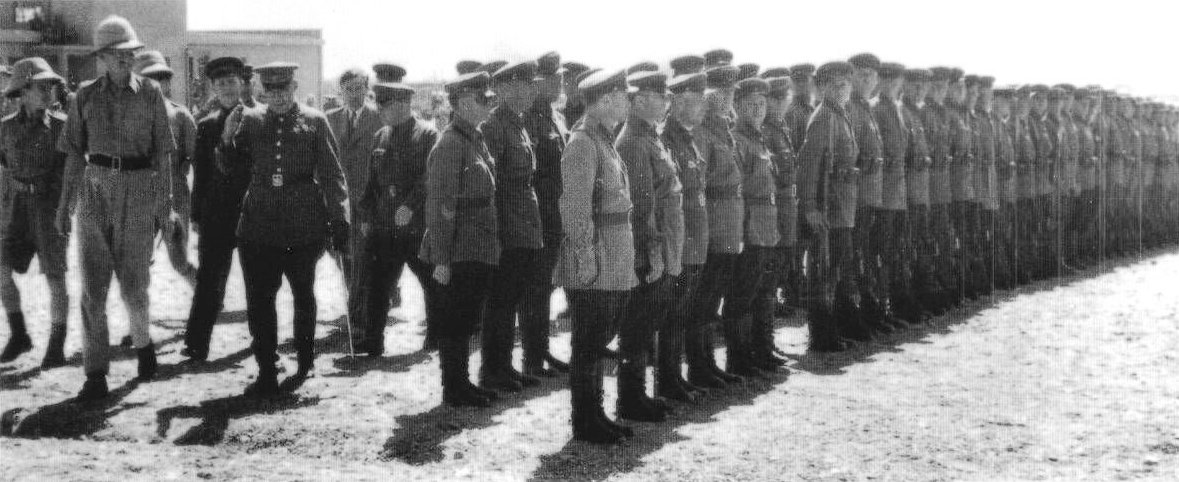
Soldats à Téhéran en septembre 1941.

## Liste des commandants
- Major General Sergueï Trofimenko (en) (1941)
- Major General Alexandre Sergueïevitch Ksenofontov (avril–octobre 1942)
- Major General Guennadi Korotkov (octobre 1942 – janvier 1943)
- Major General Evgueni Jouravlev (janvier mars 1943)
- Lieutenant General Ivan Managarov (en) (mars – décembre 1943)
- Major General German Tarasov (décembre 1943 – janvier 1944)
- Lieutenant General Ivan Vassilievitch Galanine (janvier mars 1944)
- Lieutenant General  Ivan Managarov (mars 1944 – 1945)